# Кубок Ґрея

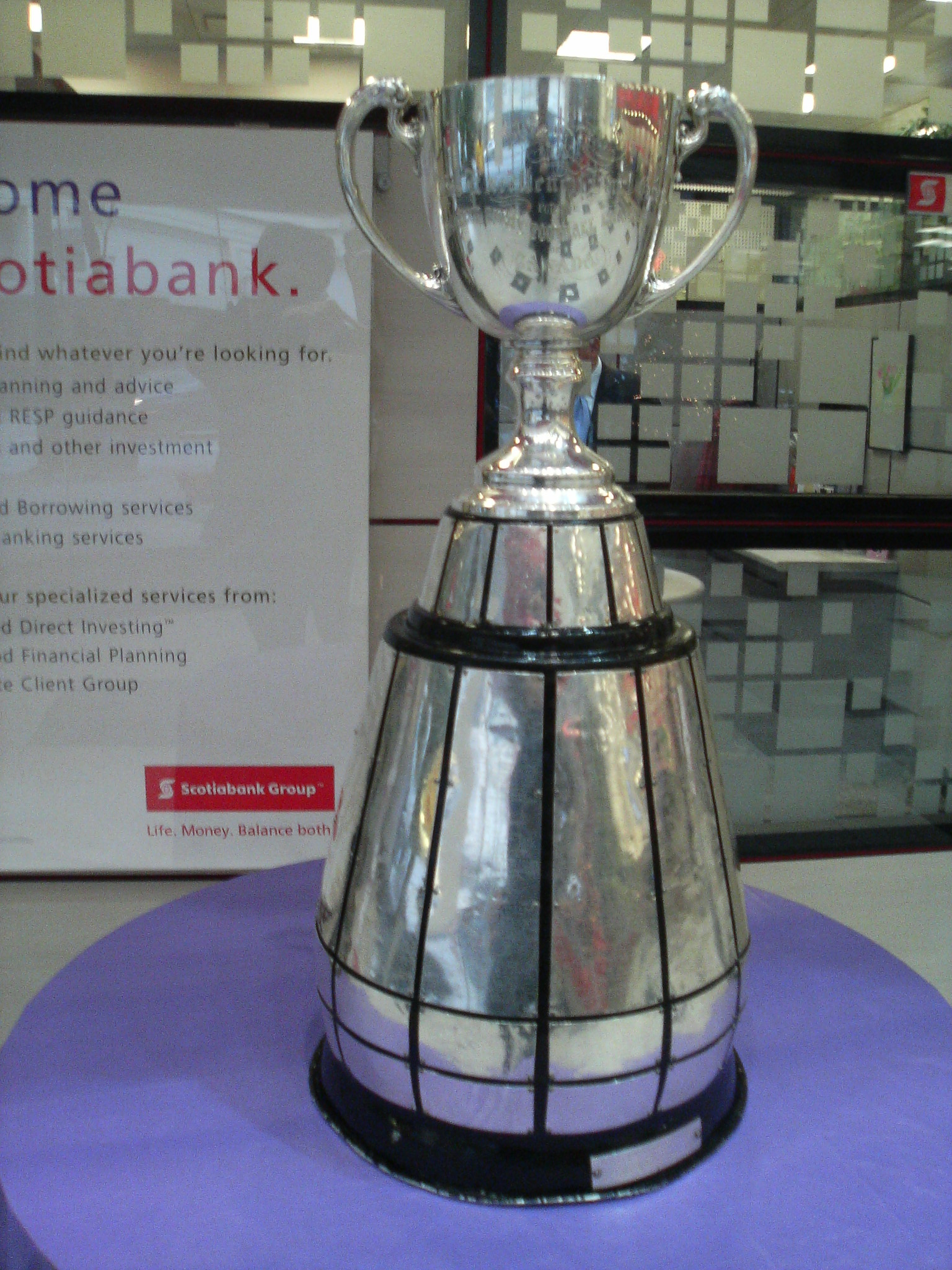
Кубок Ґрея

Кубок Ґрея (англ. Grey Cup, фр. La Coupe Grey) — фінальний матч чемпіонату з канадського футболу професійної канадської футбольної ліги (CFL) та назва трофея, що вручається переможцю цього матчу. Це найбільший спортивний і телевізійний захід Канади, який регулярно дивляться від 3 до 4 мільйонів людей. У 2016 році 104-е змагання за «Кубок Ґрея» подивилися 10 мільйонів глядачів. До цього часу найбільше разів кубок вигравала команда Торонто Арґонавтс.

## Історія
Трофей названий на честь Альберта Ґрея, генерал-губернатора Канади від 1904 до 1911 років . Кубок був зафундований ним у 1909 році для аматорського переможця змагань з регбі, Канадської спілки регбі (сьогодні це національна федерація канадського футболу, Football Canada). З часом канадський футбол розвинувся з регбі в Канаді. Коли 1954 року Канадська футбольна ліга стала професійною лігою, аматорські команди припинили змагання за Кубок Ґрея.

## Баланс клубів
| Кількість перемог | Клуб                                 | Роки тріумфів                                                                                        |
| ----------------- | ------------------------------------ | --- |
| 17                | Торонто Арґонавтс                    | 1914, 1921, 1933, 1937, 1938, 1945, 1946, 1947, 1950, 1952, 1983, 1991, 1996, 1997, 2004, 2012, 2017 |
| 14                | Едмонтон Ескімос                     | 1954, 1955, 1956, 1975 1978, 1979, 1980, 1981, 1982, 1987, 1993, 2003, 2005, 2015                    |
| 11                | Winnipeg 'Pegs / Blue Bombers        | 1935, 1939, 1941, 1958, 1959, 1961, 1962, 1984, 1988, 1990, 2019                                     |
| 9                 | Ottawa Rough Riders*                 | 1925, 1926, 1940, 1951, 1960, 1968, 1969, 1973, 1976 роки                                            |
| 8                 | Calgary Stampeders                   | 1948, 1971, 1992, 1998, 2001, 2008, 2014, 2018 роки                                                  |
| 8                 | Гамільтон Тайґеркетс                 | 1953, 1957, 1963, 1965, 1967, 1972, 1986, 1999 роки                                                  |
| 7                 | Алуетт-де-Монреаль                   | 1949, 1970, 1974, 1977, 2002, 2009, 2010 роки                                                        |
| 6                 | BC Lions                             | 1964, 1985, 1994, 2000, 2006, 2011 роки                                                              |
| 5                 | Гамільтон Тайґерс *                  | 1913, 1915, 1928, 1929, 1932 рр                                                                      |
| 4                 | Regina / Saskatchewan Roughriders    | 1966, 1989, 2007, 2013 роки                                                                          |
| 4                 | Університет Торонто Varsity Blues ** | 1909, 1910, 1911, 1920 роки                                                                          |
| 3                 | Університет Квінз **                 | 1922, 1923, 1924 роки                                                                                |
| 2                 | Торонто Балмі-Біч Бічерс *           | 1927, 1930 роки                                                                                      |
| 2                 | Сарнія Імперіалз *                   | 1934, 1936 роки                                                                                      |
| 1                 | Оттава Редблекс                      | 2016 рік                                                                                             |
| 1                 | Балтимор Стальйонс *                 | 1995 рік                                                                                             |
| 1                 | Гамільтон Вайлдкетс *                | 1943 рік                                                                                             |
| 1                 | Монреаль HMCS Доннакона *            | 1944 рік                                                                                             |
| 1                 | Торонто RCAF Гарікейнс *             | 1942 рік                                                                                             |
| 1                 | Монреаль ААА Вінґд Вілерз *          | 1931 рік                                                                                             |
| 1                 | Гамільтон Алертс *                   | 1912 рік                                                                                             |

* команди більше не існує
** аматорська команда, більше не бере участі у турнірі